# 港北 TOKYU S.C.
港北 TOKYU S.C.（こうほくとうきゅうショッピングセンター）は、神奈川県横浜市都筑区（港北ニュータウン）のセンター南駅前に所在する、東急モールズデベロップメントが運営するショッピングセンター（SC）。TOKYUポイント加盟店。

## 概要
東急百貨店の関連会社として設立された港北東急百貨店とティー・エム・ディー（現：東急モールズデベロップメント）が計画を進めたSCで、敷地面積14,943 m2、延床面積105,543 m2、地下1階地上7階の首都圏最大級の商業施設「港北東急百貨店S.C.」として、1998年4月25日に開業した。キーテナントは港北東急百貨店、テナントは78店。商圏は広域を設定し、具体的には所要時間として車で30分圏内にある周辺5区で、1998年度予測400,000世帯、1,100,000人としている。商圏内は学歴・所得とも比較的高い層が多く、実体験として"家族で海外を知っている"人が多いのも大きな特徴であることから、そうした人達のライフスタイルに合わせ、専門店は特にこだわりを持って選定され、1店1店の面積を大きくとっていることも特徴だった。
店舗構成は地下1階から4階までが物販、5階がレストラン街、6階がアミューズメント・シネマとなり、開業当初から入居している109シネマズは港北が初出店（1号店）で、その後に全国展開を図った。専門店は、キーテナントの百貨店展開業種を補完し、また単独店としてもこだわりの顧客ニーズに十分対応できる趣味雑貨、家庭雑貨の大型店やアパレルの大型店、海外ブランド、ヤングファションなどで、SPAの集合を各フロアに配置し、各階まんべんなく顧客を呼べるように工夫がされていた。
2000年11月2日、百貨店棟6・7階の駐車スペース（約2,000坪）だった場所を売場化し増床。2004年10月8日には、地上2階建ての別館「VeLeV（ヴェレヴ）」が開業している。

### 港北 TOKYU S.C.への転身
2006年3月に港北東急百貨店は、専門店ビルへ業態変更し「港北東急」に改称。翌年3月26日には、港北東急百貨店S.C.も「港北 TOKYU S.C.」に名称を改めた。
地下1階の食品売場（デパ地下）のみ残っていた港北東急は、2011年1月16日閉店。全館が港北TOKYU S.C. となった。港北東急の食品売場（B館地下1階）跡地には、4月29日、ロピア港北東急SC店が出店した。
全館SCにリニューアル後は、SHIBUYA109 OUTLET（撤退済み）、しまむらなどのテナントを導入し、低価格志向の大衆的なショッピングセンターへ路線変更を図っている。

## フロア構成
A館（旧「港北東急百貨店S.C.」）、B館（旧「港北東急」）、別館「VeLeV」から成り、A館とB館は一体化している。
2024年10月現在。
- 7階 - ダイソー、THREEPPY、ヘアカットサロン イッツ
- 6階 - 109シネマズ港北、ナムコ、パレット保育園、ママスクエア、coca、ジョイキッズワールドあんふぁにぃ
- 5階 -魚べい、メコン、サイゼリヤ、満龍、銀蔵、和幸、バケット、fufu、サモサ、ギュウトピア、 アベイル、キーステーション、甲州屋 雛甲、222、西海岸
- 4階 - ink、コインスペース、ハロー！パソコン教室、ほけん百花、ユニクロ、アス港北歯科クリニック、フォーエル、グルーヴィー、港北カルチャーセンター、センターみなみ眼科、スリープハウスツタヤ、ベルーナ、マイフォーチュン、モアメーム、らく屋、ラフィネ、リブロ
- 3階 -カラダファクトリー、ゾアコーポレーション、NewWork、NOCE、ハニーズ、バンカン、美容室イレブンカット、BE studio、マジックミシン、ローカスト、 しまむら、ニトリ
- 2階 - iPhone修理工房、アウトドアアシスト、パリミキ、ドラキッズ、だがし夢や、なんぼや、コジマ×ビックカメラ、ABCマート、キデイランド、Right-on、モンベル
- 1階 -イリオ、金光商事、カメラのキタムラ、グリーンパークストピック、AENA、N＋、FLD、エルメ ド・ポーテ GAP、シューラルー、スターバックスコーヒー、カルディコーヒーファーム、Zoff、セブン-イレブン、三菱UFJ銀行、スタンダードプロダクツコジマ×ビックカメラ Watch&トイズ
- 地下1階 - エルネイル×ブラン、サンマルクカフェ、スリーコインズ、ワクワク広場、ハックドラッグ、シャトレーゼ、ロピア
- VeLeV（別館）- タリーズコーヒー、ほか

### 109シネマズ港北
東急レクリエーションが全国展開する「109シネマズ」ブランドのシネマコンプレックスの一号館である。スクリーン数は7、座席数は1,068。
| シアター | 座席数 | 座席数         | 座席数     | 座席数 | 座席数 | 備考 |
| シアター | 一般   | エグゼクティブ | ペア（組） | 車椅子 | 合計   | 備考 |
| -------- | ------ | -------------- | ---------- | ------ | ------ | ---- |
| 1        | 312    | 20             |            | 5      | 337    |      |
| 2        | 202    | 16             |            | 5      | 223    |      |
| 3        | 101    |                | 12(6)      | 3      | 116    |      |
| 4        | 123    |                | 4(2)       | 3      | 130    |      |
| 5        | 86     |                | 6(3)       | 2      | 94     |      |
| 6        | 82     |                | 4(2)       | 2      | 88     |      |
| 7        | 74     |                | 4(2)       | 2      | 80     |      |